# Cowles Mead

Cowles Mead

Cowles Mead (* 18. Oktober 1776 in Staunton, Virginia; † 17. Mai 1844 im Hinds County, Mississippi) war ein US-amerikanischer Politiker. Im Jahr 1805 vertrat er den Bundesstaat Georgia im US-Repräsentantenhaus.

## Werdegang
Der genaue Geburtsort von Cowles Mead ist unbekannt. Er genoss eine gute Schulausbildung. Nach einem anschließenden Jurastudium und seiner Zulassung als Rechtsanwalt begann er in seinem neuen Beruf zu arbeiten. Gleichzeitig schlug er eine politische Laufbahn ein. Bei den staatsweit abgehaltenen Kongresswahlen des Jahres 1804 wurde er für das vierte Abgeordnetenmandat von Georgia in das US-Repräsentantenhaus in Washington, D.C. gewählt. Dort trat er am 4. März 1805 die Nachfolge des im Februar zurückgetretenen Samuel Hammond an. Allerdings wurde seine Wahl von Thomas Spalding angefochten. Nachdem diesem Einspruch stattgegeben worden war, musste Mead sein Mandat im Kongress am 24. Dezember 1805 an Spalding abtreten.
Nach seinem Ausscheiden aus dem US-Repräsentantenhaus zog Cowles Mead in das Mississippi-Territorium. Dort wurde er in den Jahren 1806 und 1807 als Secretary of State geschäftsführender Beamter der Territorialregierung. Dabei musste er zeitweise den Territorialgouverneur vertreten. 1807 wurde Mead Abgeordneter im territorialen Repräsentantenhaus; im Jahr 1812 kandidierte er erfolglos für den Posten des Kongressdelegierten seines Territoriums. 1817 war er Delegierter auf der verfassungsgebenden Versammlung des entstehenden Bundesstaates Mississippi. Ein Jahr später kandidierte er erfolglos für das US-Repräsentantenhaus. Im Jahr 1821 saß er im Senat von Mississippi; von 1822 bis 1823 gehörte er dem Repräsentantenhaus des Staates an. Im Jahr 1825 kandidierte Mead erfolglos für das Amt des Gouverneurs von Mississippi. Er starb am 17. Mai 1844 auf seiner Plantage „Greenwood“ im Hinds County, wo er auch beigesetzt wurde.